# 高氯酸铽
高氯酸铽是一种无机化合物，化学式为Tb(ClO4)3，它可通过七氧化四铽和高氯酸反应得到。它可以和丙氨酸形成配合物[Tb2(C3H7NO2)4(H2O)8](ClO4)6。它可用于合成含铽的金属有机框架材料。